# Hoshiarpur (Distrikt)
Der Distrikt Hoshiarpur (Panjabi ਹੁਸ਼ਿਆਰਪੁਰ ਜ਼ਿਲ੍ਹਾ) ist ein Distrikt im nordindischen Bundesstaat Punjab. Verwaltungssitz ist die Stadt Hoshiarpur.

## Bevölkerung
Die Einwohnerzahl liegt bei 1.586.625 (2011). Die Bevölkerungswachstumsrate im Zeitraum von 2001 bis 2011 betrug 7,11 %. Hoshiarpur hat ein Geschlechterverhältnis von 961 Frauen pro 1000 Männer und damit einen für Indien üblichen Männerüberschuss. Der Distrikt hat eine Alphabetisierungsrate von 84,59 % im Jahr 2011, eine Steigerung um knapp 3,6 Prozentpunkte gegenüber dem Jahr 2001. Die Alphabetisierung liegt damit über dem regionalen und nationalen Durchschnitt. Knapp 63,1 % der Bevölkerung sind Hindus, 33,9 % sind Sikhs, 1,5 % sind Muslime, 0,9 % sind Christen, 0,2 % sind Buddhisten, 0,1 % sind Jainas und 0,2 % gaben keine Religionszugehörigkeit an.
Knapp 21,1 % der Bevölkerung leben in Städten. Die größte Stadt ist Hoshiarpur mit 168.653 Einwohnern.

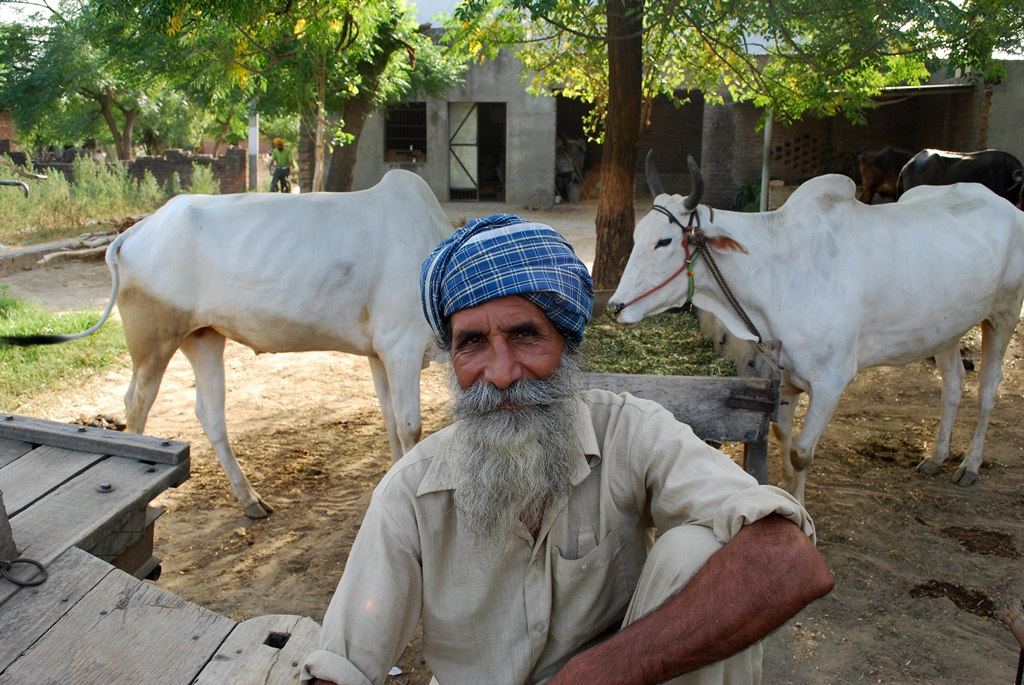
Sikh-Bauer in einem Dorf im Distrikt Hoshiapur

## Wirtschaft
Der Distrikt Hoshiarpur gehört nach offizieller Statistik zu den 250 rückständigsten Distrikten Indiens, das in insgesamt 640 Distrikte unterteilt ist.